# Леліна
Леліна (рум. Lelina) — село у Шолданештському районі Молдови. Входить до складу комуни, адміністративним центром якої є село Салча.

## Населення
За даними перепису населення 2004 року у селі проживали 22 особи, усі — молдавани.